# Jan van den Abbeel
Jan (of John) van den Abbeel (Denderbelle, 16 juli 1943 - Gent, 12 februari 2018) was een Belgisch schilder en graficus.
Hij is een van de belangrijkste vertegenwoordigers van de (neo)constructieve kunst in België.

## Biografie
Hij studeert vanaf 1959, dus als hij net 16 jaar is geworden, als kotstudent, aan de Koninklijke Academie voor Schone Kunsten (K.A.S.K.) te Gent; daar behaalt hij zijn diploma hoger kunstonderwijs richting "Sierkunsten" (met grote onderscheiding) op 26 juni 1964. Daarna blijft hij steeds in Gent wonen. Hij wordt docent grafische vormgeving aan voormelde school.
Vanaf 1986 woont hij samen met Inge Panneels, een moraalfilosofe (met wie hij enkele jaren later huwt). Het huwelijk blijft kinderloos. Zij overlijdt op 11 maart 2013.
Op donderdag 1 februari 2018 blijkt uit onderzoeken in het Jan Palfijnziekenhuis te Gent dat Jan van den Abbeel is getroffen door pancreaskanker. Een week later wordt hij opgenomen op de afdeling palliatieve zorgen van dit ziekenhuis. Via euthanasie overlijdt hij daar op maandag 12 februari 2018.

## Werk

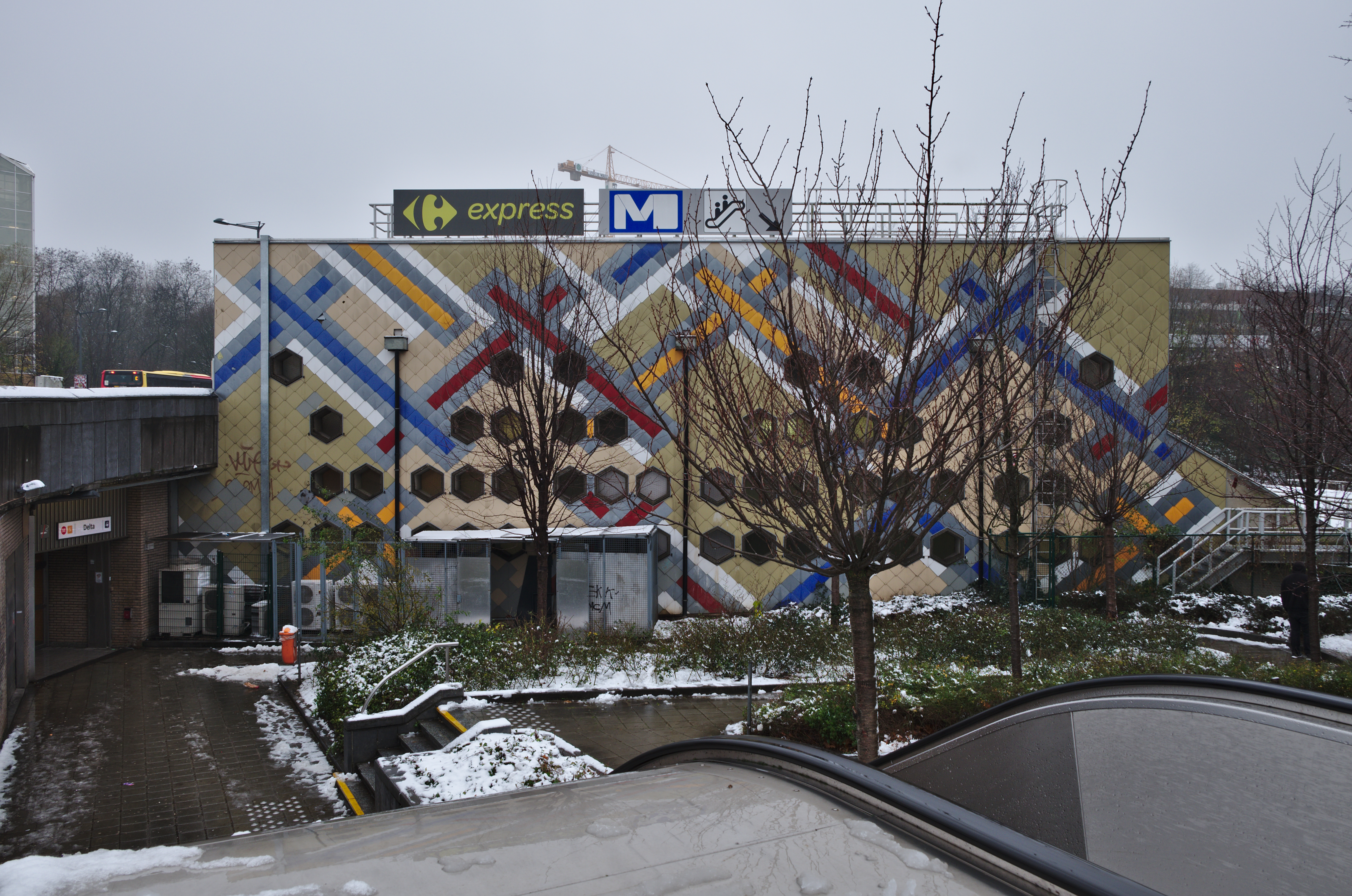
muurdecoratie Delta metrostation, Auderghem

Jan van den Abbeel keert de figuratieve beeldtaal de rug toe in 1965, dus kort na het behalen van zijn diploma; via de streng-geometrische structuur evolueert hij naar het constructivisme.
Yves De Smet (Gent, 1946 - 2004) richt begin 1966 samen met Jan van den Abbeel en Willy Plompen "Plus-Groep" (of "Plus-beweging") op; het kijken naar een schilderij aan de muur is passé, het uiteindelijke doel bestaat in een totale en voortdurende multi-sensorische ervaring; de relatie en integratie van het werk met de leefruimte is van essentieel belang. De kunstenaars van de Plus-groep, onder wie ook de mentor Amédée Cortier, werden “Gentse konstruktivisten” genoemd; deze benaming is ongelukkig omdat deze Gentse artiesten - in strijd met de oorspronkelijke constructivisten - bij hun voorafgaandelijk ontwerpen van het kunstwerk elk gevoelen, elke improvisatie, elk toeval en elke symbolische of vertellende inhoud weren. Ze ontwikkelen dus, op internationaal vlak, een nieuwe beeldende taal. Plus-Groep is reeds in 1968 uit elkaar gevallen. Van den Abbeel breekt definitief met Plompen en met De Smet in 1969.
Kenmerkend voor de gouaches en schilderijen van Jan van den Abbeel zijn het raster van 36 balken. Deze balkvormen worden gebruikt om uiting te geven aan een vooraf doordachte, driedimensionale constructie.
Van den Abbeel realiseert door herhaling en superpositie van - grotendeels dezelfde - vormelementen, die het uitzicht van balken hebben, een ritmische, dynamische compositie van gebundelde vormelementen die een hoge spankracht opwekken. Hij construeert met balken ritmes en volumes, die er concreet "zijn", zodat het werk niet abstract (in de enge zin) is. De pure en verzorgde weergave van vlakken met dezelfde kleuren, volgens de "konstruktieve wiskunde", leidt tot een picturaal - ruimtelijke structuur. Het werk boeit wegens de nieuwe ruimtelijke ervaring. Deze driedimensionaliteit gaat gepaard met een optisch effect: het resultaat wijzigt naargelang de plaats waar het werk hangt en naargelang de plaats waar de toeschouwer staat. De schoonheid ligt in de ruime speelmogelijkheid die aan de kunstenaar en aan de kijker wordt geboden, via de suggestie van ruimte, van het uitzicht op een driedimensionaal tafereel. De ordening van de geometrische constructies wordt bepaald door een logische, wiskundige wetmatigheid, en door de persoonlijke zienswijze van de kunstenaar betreffende ruimte, kleur, en volume.
"Met passer en liniaal zo'n hele zaak opbouwen, dat streven naar perfektie, naar spanning, naar evenwicht, dat is fascinerend. Ik wil concreet werken, ik zoek naar een konkrete waarheid, ik wil mijn eigen verwarde gevoelens uitsluiten". "VORM: Konstruktief. Het maken van geometrische konstruktieve ruimteplanningen - geen geometrische komposities maar een ordening afhankelijk van een voorop gestelde wetmatigheid die deel uitmaakt van een persoonlijke visie op ruimte, volume en kleurgebied. De konstruktie wordt gemaakt met mijn persoonlijke wetmatigheid en is onveranderlijk ondanks alle persoonlijke voorkeuren op esthetisch gebied".
Van den Abbeel werd steeds geboeid door de tegenstelling tussen uit elkaar spatten en in zichzelf krimpen. De balken lijken soms in beweging te zijn, eerder agressief naar de toeschouwer toe. De hoekige balkvormen stompen de kijker als het ware blind, maar op een gecontroleerde wijze en louter om spanning en intensiteit te creëren. De visuele schok wordt versterkt door de contrasterende intense kleuren; vaak paars, oranje, rood, blauw en/of geel. De felgekleurde vlakken (of balken) vormen een harmonisch geheel. Het persoonlijk gevoel wordt zoveel mogelijk uitgesloten, hoewel dit niet volledig mogelijk is bij de keuze van de kleuren, die steeds een zekere emotionaliteit inhouden. De kleur bepaalt overigens de vorm. Hierbij aansluitend komt de voorkeur voor acrylverf, die toelaat om zeer egale vlakken te maken en die koeler overkomt dan olieverf. Uiteindelijk brengen de kleurenkeuze en het zeer harmonieus en esthetisch evenwicht tussen de kleuren bij de toeschouwer aangename visuele en emotionele sensaties voort.
Het aantal balken, namelijk 36, is essentieel, omdat dit toelaat de meest perfecte composities op te bouwen; dit overeenkomstig de leer van Max Bill.De driedimensionaliteit van het werk maakt duidelijk dat van den Abbeel de werken graag als echte ruimtelijke beelden zou uitwerken, maar dit blijkt technisch al te moeilijk te zijn en/of zou al te duur uitvallen. Hij slaagt er wel een paar keer in om zijn kunst met de architectuur te integreren, zoals door de beschildering van de voorgevel van Galerij De Boevé te Assenede, samen met Yves De Smet en met Willy Plompen, zoals door de beschildering van de gevels van het bedrijf Meca Pneumatics in Wondelgem in 1970, en zoals door het kunstwerk aan het metrostation Delta te Oudergem, voor de MIVB, in 1988.
Met het verloop van de tijd worden de structuren geraffineerder en complexer; de constructie blijft indringend en harmonisch, maar "met een hoek af", met een "intrigue". Midden de jaren 70 worden de balkvormige kleurvlakken kriskras door elkaar geplaatst; dit wordt een paar jaar later aangevuld met een rondvormige grafische beweging die vertrekt vanuit een centraal punt en die de kleurvlakken doorsnijdt. De driedimensionale balkvormen maken plaats voor tweedimensionale "repen" en de abstractie wordt heel wat lyrischer. Het werk wordt speelser, minder geometrisch abstract. De cirkelvorm maakt plaats voor de spiraalvorm of voluutvorm van het slakkenhuis; Van den Abbeel brengt op voluutvormige wijze meerdere ruimtes boven elkaar, via horizontale of verticale verschuivingen op basis van een ontwerp dat in een gelijkzijdige driehoek zit. Om het werk levendiger en vrolijker te maken houdt hij de constructivistische elementen minder zichtbaar en gebruikt hij bijna kinderlijke kleuren.
Zijn meerdere langdurige reizen naar het Oosten, vooral Indonesië, beïnvloeden zijn werk: in deze cultuur zijn de cirkels zeer belangrijk, wat hij overneemt, en hij gebruikt regelmatig het - zeer sterke - papier gemaakt van lompen van katoen, wat een mooi rimpelreliëf oplevert; deze reizen brengen hem ook tot de fotografie.
Vanaf eind de jaren 80 legt Jan van den Abbeel zich toe op naaktfotografie. Hierbij zoekt hij naar de contrasten tussen licht en donker en naar het vertragen van de tijd; de foto's tonen doorgaans een naakte jonge vrouw die frivole wellust en zelfverzekerdheid uitstraalt.
Jan van den Abbeel heeft het schilderen in de neoconstructivistische stijl pas hervat in oktober 2016 (door het zien van de tentoonstelling "Belgische abstracte kunst van de jaren '60 ZWART/WIT", dewelke op 9 oktober 2016 met de verzameling van advocaat Pascal Mortier in diens woning georganiseerd was door VZW David). Daarnaast beoefende hij verder naaktfotografie, dit tot aan zijn overlijden in 2018.

## Erkenning
Hij behaalde in 1969 de prijs "Jonge Belgische schilderkunst 1968". Hij was in 1969 eveneens laureaat van de 6° Biënnale van Parijs, voor het groepswerk gemaakt samen met Willy Plompen en Philippe Van Snick. Hij ontving ten slotte de driejaarlijkse Berthe Art Prijs van Schilderkunst 1967-1969 (60.000 frank) te Brussel.

## Verzamelingen
Werken van Jan van den Abbeel zitten in de verzameling van de Belgische Staat, van het Stedelijk Museum voor Actuele Kunst te Gent, van het Kunstbezit van de Provincie West-Vlaanderen en van Muzee te Oostende, van het Museum Dhondt-Dhaenens (MDD), van het museum van moderne kunst te Brussel, van het Gemeentekrediet van België, van de Generale Bank, van de Bank van Parijs en de Nederlanden, van het Patrimonium van de Vrije Universiteit Brussel, van het stedelijk museum van Schiedam, van het CODA museum te Apeldoorn, van het museum De Lakendal te Leiden, van het Grafiekmuseum te Münster, e.a.